# 2023-as cannes-i fesztivál

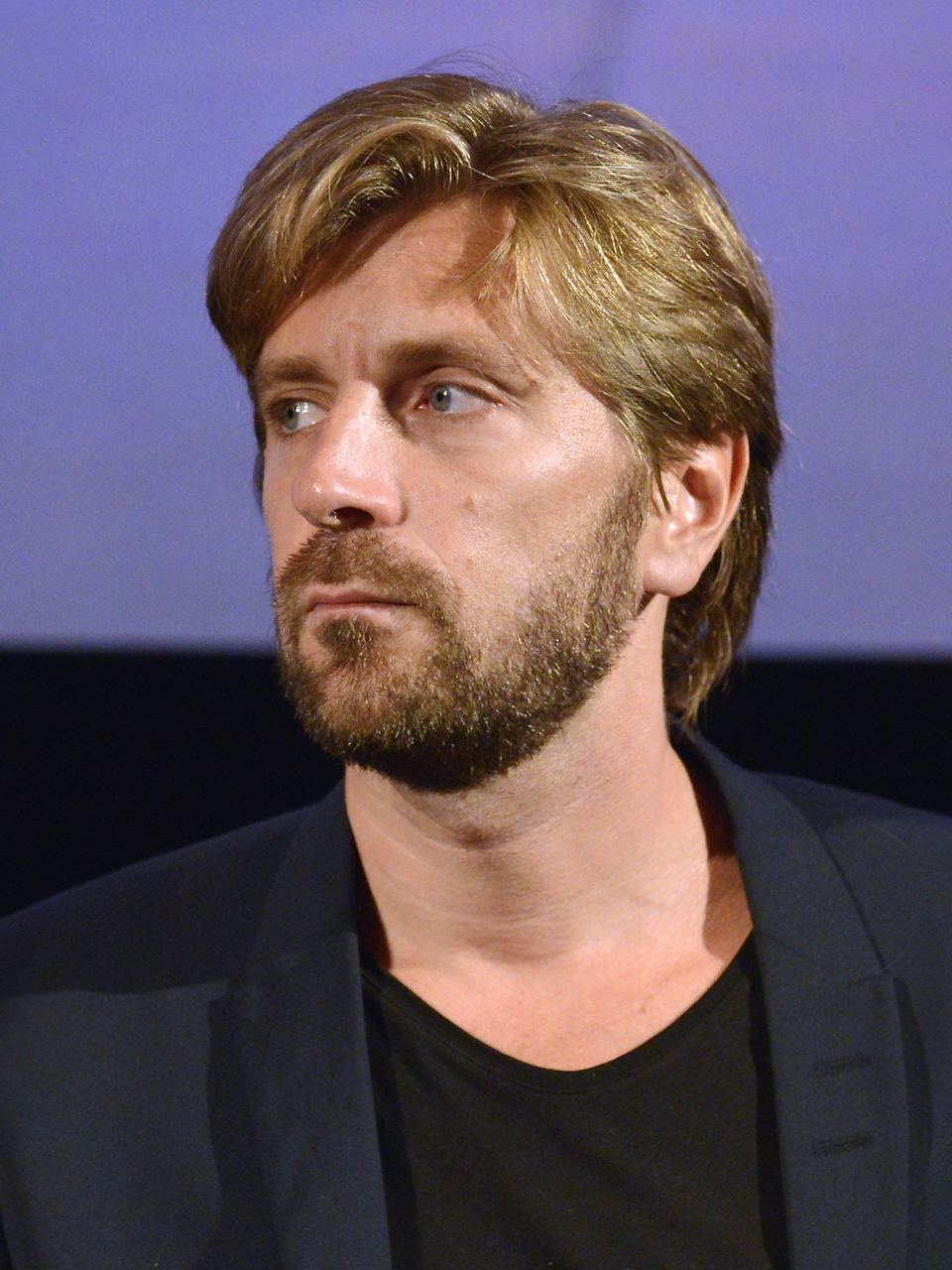
Ruben Östlund a 76. cannes-i fesztivál elnöke

A 76. cannes-i fesztivált 2023. május 16. és május 27. között rendezték meg a Cannes-i Kongresszusi és Fesztiválpalotában. A rendezvény és a versenyfilm-zsűri elnökének a 2017-ben és 2022-ben Arany Pálmát nyert svéd filmek rendezőjét, Ruben Östlundot kérték fel. A nyitó- és zárógála házigazdájának szerepét Chiara Mastroianni francia színésznő töltötte be.

## A 2023. évi fesztivál
A 2023. évi fesztivál időpontját 2022. június 23-án jelentették be.
A jelentkezési határidő a Cinéfondation szekció iskolafilmjei részére február 15., a kisfilmeké március 3., a nagyjátékfilmeknek pedig 2023. március 17. volt.
A hivatalos válogatást 2023. április 13-án ismertették azzal, hogy a listát rendszeresen pontosítják. A rendezvény szervezői előzetesen három film világpremierjét jelezték a hivatalos válogatásban. A filmes seregszemle nyitófilmje Maïwenn Jeanne du Barry – A szerető című történelmi drámája volt; a címszerepet maga a rendezőnő, míg XV. Lajos francia királyt Johnny Depp  alakítja. 2023. május 18-án volt a díszbemutatója az Indiana Jones-történetek várva-várt ötödik részének (Indiana Jones és a sors tárcsája). A zárófilm a Pixar stúdió negyedik egész estés animációs filmje, az Elemi volt – világpremier előtti vetítésen. Május 20-án vetítették Martin Scorsese Megfojtott virágok című filmdrámáját, az amerikai bűnüldözés legsötétebb fejezetéről és az FBI születéséről.
A francia Filmrendezők Szövetsége (SFR) 2022. június 25-én tartott közgyűlésén úgy döntött, hogy a cannes-i fesztivál hivatalos válogatásával párhuzamos rendezvénye, a Rendezők Kéthete ezentúl új, Filmkészítők Kéthete (franciául Quinzaine des Cinéastes) néven lesz megtartva. Szándékuk szerint ez az elnevezés jobban kifejezi, hogy a jövőben átfogóbbak, befogadóbbak kívánnak lenni, és hogy határozottabb politikával fordulnak nem csak a rendezők, hanem a filmművészet és a filmkészítők felé.
2023. április 20-án közölték a Jeune Cinéma kategória és a rövidfilmek Arany Pálmájáért küzdő versenyfilmek zsűrijének összetételét, amelynek elnöki tisztére Enyedi Ildikó magyar filmrendezőt kérték fel.
A 76. fesztivál plakátjára egy 1968. június 1-jei fekete-fehér fotó került, amelyen Catherine Deneuve látható a Saint-Tropez melletti Pampelonne strandon, a Françoise Sagan azonos című regényéből, Alain Cavalier rendezésében készült Szívdobbanás című francia-olasz filmdráma forgatásán.
A hivatalos válogatás kisjátékfilmjei között mutatkozott be és nyerte meg az Arany Pálmát Buda Flóra Anna francia–magyar koprodukcióban készült, 11 perces animációs filmje, a 27. A Cannes-i Klasszikusok szekcióban vetítették Ember Judit Sziget a szárazföldön című, az eredeti negatívról és 35 mm-es pozitív kópiáról 4K (4096x2160) pixelszámú felbontásban restaurált kópiáját, amelynek digitális fényelése Ragályi Elemér operatőr felügyeletével történt. A bemutatón megjelent a rendezőnő, valamint a Nemzeti Filmintézet – Filmarchívum igazgatója, Ráduly György.
Az előzetes bejelentésnek megfelelően a Tiszteletbeli Pálmát ez évben Michael Douglas kapta, "tisztelegve ragyogó karrierje és a filmművészet iránti elkötelezettsége előtt." Ugyancsak Tiszteletbeli Pálmát vehetett át életműve elismeréseként legújabb filmje, az Indiana Jones és a sors tárcsája díszbemutatóján a főhőst alakító Harrison Ford.

## Zsűri

### Versenyprogram
- Ruben Östlund filmrendező  Svédország – a zsűri elnöke
- Paul Dano színész  Amerikai Egyesült Államok
- Julia Ducournau filmrendező  Franciaország
- Brie Larson színésznő, filmrendező  Amerikai Egyesült Államok
- Denis Ménochet színész  Franciaország
- Rungano Nyoni forgatókönyvíró, filmrendező  Egyesült Királyság /  Zambia
- Atiq Rahimi író  Afganisztán
- Damián Szifrón filmrendező  Argentína
- Maryam Touzani filmrendező  Marokkó

### Rövidfilmek és Jeune Cinéma
- Enyedi Ildikó filmrendező, forgatókönyvíró  Magyarország – a zsűri elnöke
- Ana Lily Amirpour forgatókönyvíró, filmrendező  Irán
- Charlotte Le Bon színésznő, rendező  Kanada
- Karida Touré színésznő  Franciaország
- Shlomi Elkabetz rendező, forgatókönyvíró, színész, producer  Izrael

### Un Certain Regard
- John C. Reilly színész  Amerikai Egyesült Államok – a zsűri elnöke
- Alice Winocour filmrendező, forgatókönyvíró  Franciaország
- Paula Beer színésznő  Németország
- Davy Chou filmrendező producer  Franciaország /  Kambodzsa
- Émilie Dequenne színésznő  Belgium

### Arany Kamera
- Anaïs Demoustier színésznő  Franciaország – a zsűri elnöke
- Raphaël Personnaz színész  Franciaország
- Nathalie Durand operatőr  Franciaország
- Mikael Buch filmrendező, forgatókönyvíró  Franciaország
- Sophie Frilley, a TITRAFILM vezérigazgatója  Franciaország
- Nicolas Marcadé a Fiches du Cinéma és az Annuel du Cinéma főszerkesztője  Franciaország

## Hivatalos válogatás

### Nagyjátékfilmek versenye
- Anatomie d'une chute (Egy zuhanás anatómiája) – rendező: Justine Triet
- Asteroid City – rendező: Wes Anderson
- Banel et Adama – rendező: Ramata-Toulaye Sy
- Asphalt City [20] – rendező: Jean-Stéphane Sauvaire
- Club Zero – rendező: Jessica Hausner
- Csingcsün (青春, Qingchun) (Ifjúság (tavasz)) – rendező: Vang Ping (王兵, Wang Bing)
- Firebrand (Lánglelkű Katalin) – rendező: Karim Aïnouz
- Il sol dell’avvenire (Fényes jövő) – rendező: Nanni Moretti
- Kuolleet lehdet (Hulló levelek) – rendező: Aki Kaurismäki
- Kuru Otlar Üstüne (Elszáradt füvekről) – rendező: Nuri Bilge Ceylan
- L’été dernier – rendező: Catherine Breillat
- La chimera (A kiméra) – rendező: Alice Rohrwacher
- La Passion de Dodin Bouffant (Ízek és szenvedélyek) – rendező: Trần Anh Hùng
- Le retour – rendező: Catherine Corsini
- Les filles d'Olfa (Négy nővér) – rendező: Kaouther Ben Hania
- May December (Egy botrány részletei) – rendező: Todd Haynes
- Monster (Kaibucu, 怪物) (Szörnyeteg) – rendező: Koreeda Hirokazu
- Perfect Days (Tökéletes napok) – rendező: Wim Wenders
- Rapito (Elrabolták) – rendező: Marco Bellocchio
- The Old Oak (The Old Oak – A mi kocsmánk) – rendező: Ken Loach
- The Zone of Interest (Érdekvédelmi terület) – rendező: Jonathan Glazer

### Un certain regard
- Augure – rendező: Baloji Tshiani
- Ayeh haye zamini (آیه‌های زمینی) (Embermesék) – rendező: Ali Asgari, Alireza Khatami
- Баавгай болохсон (Fagypont alatt) – rendező: Zoljargal Purevdash
- Crowrã – rendező: João Salaviza, Renée Nader Messora
- Ho pien tö co vu (河边的错误, He bian de cuo wu) – rendező: Vej Sucsün (魏書軍, Wei Shujun)
- How to Have Sex (Hogyan szexeljünk) – rendező: Molly Manning Walker
- Hvaran (화란, Hwaran) – rendező: Kim Cshanghun (김창훈, Kim Chang-hoon)
- Kadib Abyad – rendező: Asmae El Moudir
- Le Règne animal (Állati királyság) – rendező: Thomas Cailley
- Les Meutes (Kopók) – rendező: Kamal Lazraq
- Los colonos – rendező: Felipe Gálvez Haberle
- Los delincuentes – rendező: Rodrigo Moreno
- Rien à perdre (Mindent egy lapra) – rendező: Delphine Deloget
- Rosalie – rendező: Stéphanie Di Giusto
- Salem – rendező: Jean-Bernard Marlin
- Simple comme Sylvain (A szerelem természete) – rendező: Monia Chokri
- The New Boy – rendező: Warwick Thornton
- Une nuit – rendező: Alex Lutz
- Wadaean Julia (Viszontlátásra Júlia!) – rendező: Mohamed Kordofani
- Zsan dong (燃冬, Ran dong) – rendező: Anthony Chen

### Nagyjátékfilmek versenyen kívül
- Cobweb (A félelem fészke) – rendező: Kim Dzsiun (김지운, Kim Ji-woon)
- Elemental (Elemi) – rendező: Peter Sohn
- Indiana Jones and the Dial of Destiny (Indiana Jones és a sors tárcsája) – rendező: James Mangold
- Jeanne du Barry (Jeanne du Barry – A szerető) – rendező: Maïwenn
- Killers of the Flower Moon (Megfojtott virágok) – rendező: Martin Scorsese
- L'Abbé Pierre – Une vie de combats rendező: Frédéric Tellier
- The Idol (Az idol) – rendező: Sam Levinson

#### Cannes-i premierek
- Bonnard, Pierre et Marthe (Bonnard – Egy festő szerelme) – rendező: Martin Provost
- Cerrar les ojos – rendező: Victor Érice
- Eureka – rendező: Lisandro Alonso
- Kubi – rendező: Kitano Takesi
- L'amour et les forêts – rendező: Valérie Donzelli
- Le Temps d'aimer – rendező: Katell Quillévéré
- Perdidos en la Noche – rendező: Amat Escalante

#### Cannes-i klasszikusok

##### Tiszteletadás
- Le Mépris (A megvetés) – rendező: Jean-Luc Godard
- Le Retour à la raison (Visszatérés az értelemhez) – rendező: Man Ray
- Munakata sidai (宗方姉妹) – rendező: Ozu Jaszudzsiró
- Nagaja sinsiroku (長屋紳士録) – rendező: Ozu Jaszudzsiró

##### Restaurált kópiák
- Amor, mujeres y flores – rendező: Marta Rodríguez
- Barev, jesz jem (Բարև, ես եմ) (Jó napot, én vagyyok!) – rendező: Frunze Dovlatjan
- Caligula[21] – rendező: Tinto Brass
- Ces messieurs de la Santé (Egy úr a santé-i börtönből) – rendező: Pierre Colombier
- Classe tous risques (Menekülésre ítélve)[22] – rendező: Claude Sautet
- El Esqueleto de la señora Morales – rendező: Rogelio A. González
- Es – rendező: Ulrich Schamoni
- Hombre de la esquina rosada – rendező: René Múgica
- Il ferroviere (Hétköznapi tragédiák) – rendező: Pietro Germi
- Ishanou – rendező: Aribam Syam Sharma
- L'Amour fou – rendező: Jacques Rivette
- Le Rendez-vous des quais – rendező: Paul Carpita
- Mississippi Blues – rendező: Bertrand Tavernier, Robert Parrish
- Sie fanden eine Heimat – rendező: Leopold Lindtberg
- Spellbound (Elbűvölve) – rendező: Alfred Hitchcock
- Sziget a szárazföldön – rendező: Elek Judit

##### Dokumentumfilmek
- 100 Years of Warner Bros. – rendező: Leslie Iwerks
- Anita – rendező: Svetlana Zill, Alexis Bloom
- Chambre 999 – rendező: Lubna Playoust
- Film annonce du film qui n’existera jamais : « Drôles de Guerres »[23] – rendező: Jean-Luc Godard
- Godard by Godard – rendező: Florence Platarets
- Liv Ullmann - A Road Less Traveled – rendező: Dheeraj Akolkar
- Michael Douglas, le fils prodige – rendező: Amine Mestari
- Nelson Pereira dos Santos – Vida de Cinema – rendező: Aida Marques, Ivelise Ferreira
- La Saga Rassam-Berri, le cinéma dans les veines – rendező: Michel Denisot, Florent Maillet
- Viva Varda ! – rendező: Pierre-Henri Gibert

#### Különleges előadások
- Anselm (Das Rauschen Der Zeit) – rendező: Wim Wenders
- As Filhas do fogo – rendező: Pedro Costa
- Bread and Roses – rendező: Sahra Mani
- Le théorème de Marguerite – rendező: Anna Novion
- Little Girl Blue – rendező: Mona Achache
- Man in Black – rendező: Vang Ping (王兵, Wang Bing)
- Occupied City – rendező: Steve McQueen
- Retratos fantasmas – rendező: Kleber Mendonça Filho
- Strange Way of Life – rendező: Pedro Almodovar

#### Éjféli előadások
- Acide – rendező: Just Philippot
- Hypnotic – rendező: Robert Rodriguez
- Kennedy – rendező: Anurag Kashyap
- Omar la fraise – rendező: Elias Belkeddar
- Project Silence – rendező: Kim Thegon (김태곤, Kim Tae-gon)

#### Strandmozi
- Alberto Express (Alberto Expressz) – rendező: Arthur Joffé
- Carmen – rendező: Carlos Saura
- Flo – rendező: Géraldine Danon
- La Balade sauvage (Sivár vidék)  – rendező: Terrence Malick
- Le Sens de la fête (Eszeveszett esküvő) – rendező: Éric Toledano & Olivier Nakache
- L'Été en pente douce (Egy kissé meredek nyár) – rendező: Gérard Krawczyk
- L'Été meurtrier (Gyilkos nyár) – rendező: Jean Becker
- Mars Express – rendező: Jérémie Périn
- Meng lung kuo csiang (猛龍過江, Meng long guo jiang) (A Sárkány útja)  – rendező: Bruce Lee
- Robot Dreams – rendező: Pablo Berger
- Sarafina ! – rendező: Darrell Roodt
- Thelma & Louise (Thelma és Louise) – rendező: Ridley Scott
- Underground – rendező: Emir Kusturica

### Rövidfilmek versenye
- 27 – rendező: Buda Flóra Anna
- As It Was – rendező: Anastasia Solonevych, Damian Kocur
- Aunque es de Noche – rendező: Guillermo García López
- Basri & Salma in a Never-ending Comedy – rendező:  Khozy Rizal
- Fár – rendező:  Gunnur Martinsdóttir Schlüter
- La Perra – rendező: Carla Melo Gampert
- Le Sexe de ma mère – rendező: Francis Canitrot
- Nada de Todo Esto – rendező: Patricio Martínez, Francisco Canton
- Poof – rendező: Margaret Miller
- Tits – rendező: Eivind Landsvik
- Wild Summon – rendező: Karni Arieli, Saul Freed

### Cinéfondation
- A Bright Sunny Day – rendező: Yupeng He (Columbia University,  Amerikai Egyesült Államok)
- Al Toraa' – rendező: Jad Chahine (Higher Institute of Cinema, Academy of Arts,  Egyiptom)
- Ayyur – rendező: Zineb Wakrim (École supérieure des arts visuels de Marrakech (ÉSAV Marrakech),  Marokkó)
- Daroone Poust – rendező: Shafagh Abosaba, Maryam Mahdiye (Karnameh Film School,  Irán)
- Electra – rendező: Daria Kashcheeva (Filmová a televizní fakulta Akademie múzických umění v Praze (FAMU),  Csehország)
- Hole – rendező: Hwang Hyein (Korean Academy of Film Arts,  Dél-Korea)
- Imogene – rendező: Katie Blair (Columbia University,  Amerikai Egyesült Államok)
- Killing Boris Johnson – rendező: Musa Alderson-Clarke (National Film and Television School,  Egyesült Királyság)
- La Voix des autres – rendező: Fatima Kaci (La Fémis,  Franciaország)
- Nehemich – rendező: Yudhajit Basu (Film and Television Institute of India (FTII) ,  India)
- Norvegian Offspring – rendező: Marlene Emilie Lyngstad (Den Danske Filmskole,  Dánia)
- Osmý den – rendező: Petr Pylypčuk (Filmová a televizní fakulta Akademie múzických umění v Praze (FAMU),  Csehország)
- Solos – rendező: Pedro Vargas (Fundação Armando Alvares Penteado,  Brazília)
- The Lee Families – rendező: Seo Jeong-mi (Korean Academy of Film Arts,  Dél-Korea)
- Trenc d'alba || Anna Llargués (Escuela Superior de Cine y Audiovisuales de Cataluña (ESCAC)  Spanyolország)
- Uhrmenschen – rendező: Yu Hao (Filmuniversität Babelsberg „Konrad Wolf”,  Németország)

## Párhuzamos rendezvények

### Kritikusok Hete

#### Nagyjátékfilmek
- Il pleut dans la maison – rendező: Paloma Sermon-Daï
- Inshallah walad (إنشالله ولد) – rendező: Amjad Al Rasheed
- Jam – rendező: Jason Yu
- Le ravissement – rendező: Iris Kaltenbäck
- Levante – rendező: Lillah Halla
- Lost Country – rendező: Vladimir Perisič
- Tiger Stripes – rendező: Amanda Nell Eu

#### Rövidfilmek
- Arkhé – rendező: Armando Navarro
- Boléro – rendező: Nans Laborde-Jourdàa
- Contadores – rendező: Irati Gorostidi Agirretxe
- Corpos cintilantes – rendező: Inês Teixeira
- I promise you paradise Paradis – rendező: Morad Mostafa
- Krokodyl – rendező: Dawid Bodzak
- La saison pourpre – rendező: Clémence Bouchereau
- Prava istina priče o šori – rendező: Andrea Slaviček
- Via Dolorosa – rendező: Rachel Gutgarts
- Walking With Her into the Night – rendező: Su Huj (鼠绘, Shu Hui)

#### Külön előadások
- Àma Gloria – rendező: Marie Amachoukeli-Barsacq
- La fille de son père – rendező: Erwan Le Duc
- Le syndrome des amours passées – rendező: Ann Sirot és Raphaël Balboni
- Vincent doit mourir – rendező: Stéphan Castang

### Filmkészítők Kéthete

#### Nagyjátékfilmek
- Agra – rendező: Kanu Behl
- Bên trong vỏ kén vàng (Inside the Yellow Cocoon Shell) – rendező: Thien An Pham
- Blackbird Blackbird Blackberry (Rigó, rigó, Szederinda) – rendező: Elene Naveriani
- Blazs (Блажь, Grace) – rendező: Ilja Povolockij
- Conann – rendező: Bertrand Mandico
- Creatura – rendező: Elena Martín Gimeno
- Déserts – rendező: Faouzi Bensaïdi
- Hsziao paj csuan (小白船, Xiǎo bái chuán) (A Song Sung Blue) – rendező: Keng Cehan (耿子涵, Geng Zihan)
- In Flames – rendező: Zarrar Kahn
- L'autre Laurens – rendező: Claude Schmitz
- Le livre des solutions – rendező: Michel Gondry
- Le procès Goldman – rendező: Cédric Kahn
- Légua – rendező: Filipa Reis, João Miller Guerra
- Mambar Pierrette – rendező: Rosine Mbakam
- Riddle of Fire – rendező: Weston Razooli
- The Feeling That The Time For Doing Something Has Passed – rendező: Joanna Arnow
- The Sweet East – rendező: Sean Price Williams
- U-li-ui-ha-lu (우리의하루, Woo-ri-ui-ha-ru) (In Our Day) – rendező: Hong Szangszu (홍상수, Hong Sang-soo)
- Un Prince – rendező: Pierre Creton

#### Rövid- és középhosszú filmek
- Axxam Yaṛɣa, Maqaṛ Ansaḥmu rendező: Mouloud Aït Liotna
- Dans la tête un orage rendező: Clément Pérot
- Hszia zsi fu pen (夏日復本, Xia ri fu ben) (Talking to the River) rendező: Pan Jüe (潘岳, Pan Yue)
- Il compleanno di Enrico rendező: Francesco Sossai
- J'ai vu le visage du Diable rendező: Julia Kowalski
- Lemon Tree rendező: Rachel Walden
- Margarethe 89 rendező: Lucas Malbrun
- Mast-Del rendező: Maryam Tafakory
- Oyu rendező: Atsushi Hirai
- The Red Sea Makes Me Wanna Cry rendező: Faris Alrjoob

#### Külön előadások
- Abraham's Valley (Ábrahám völgye) – rendező: Manoel de Oliveira

## Díjak

### Nagyjátékfilmek
- Arany Pálma: Anatomie d'une chute (Egy zuhanás anatómiája) – rendező: Justine Triet[15]
- Nagydíj: The Zone of Interest (Érdekvédelmi terület) – rendező: Jonathan Glazer
- A zsűri díja: Kuolleet lehdet Hulló levelek – rendező: Aki Kaurismäki
- Legjobb rendezés díja: Trần Anh Hùng – La Passion de Dodin Bouffant (Ízek és szenvedélyek)
- Legjobb női alakítás díja: Merve Dizdar – Kuru Otlar Üstüne (Elszáradt füvekről)
- Legjobb férfi alakítás díja: Jakuso Kódzsi – Perfect Days (Tökéletes napok)
- Legjobb forgatókönyv díja: Szakamoto Júdzsi – Monster (Kaibucu, 怪物) (Szörnyeteg)

### Un certain regard
- Un certain regard-díj: How to Have Sex (Hogyan szexeljünk) – rendező: Molly Manning Walker[24]
- A zsűri díja: Les Meutes (Kopók) – rendező: Kamal Lazraq
- A rendezés díja: Asmae El Moudir – Kadib Abyad
- Az új hang díja: Augure – rendező: Baloji Tshiani
- Együttes díj: Crowrã – rendező: João Salaviza, Renée Nader Messora
- A szabadság díja: Wadaean Julia (Viszontlátásra Júlia!) – rendező: Mohamed Kordofani

### Rövidfilmek
- Arany Pálma (rövidfilm): 27 – rendező: Buda Flóra Anna[15]
- A zsűri külön dicsérete (rövidfilm): Fár – rendező:  Gunnur Martinsdóttir Schlüter

### Cinéfondation
- A Cinéfondation első díja: Norvegian Offspring – rendező: Marlene Emilie Lyngstad [25]
- A Cinéfondation második díja: Hole – rendező: Hwang Hyein
- A Cinéfondation harmadik díja: Ayyur – rendező: Zineb Wakrim

### Arany Kamera
- Arany Kamera: Bên trong vỏ kén vàng (Inside the Yellow Cocoon Shell)[26] – rendező: Thien An Pham

### Egyéb díjak
- Tiszteletbeli Pálma:
  - Michael Douglas
  - Harrison Ford
- FIPRESCI-díj:
  - The Zone of Interest (Érdekvédelmi terület) – rendező: Jonathan Glazer[15]
  - Los colonos[27] – rendező: Felipe Gálvez Haberle
  - Levante[28] – rendező: Lillah Halla
- Technikai-művészi CST-díj: Johnnie Burn hangmérnök – The Zone of Interest (Érdekvédelmi terület)
- Fiatal filmtechnikus nő CST-díja: Anne-Sophie Delseries látványtervező – Le théorème de Marguerite
- Cannes-i Filmzene díj: Mica Levi zeneszerző – Érdekvédelmi terület
- Ökumenikus zsűri díja: Perfect Days (Tökéletes napok) – rendező: Wim Wenders[29]
- Ökumenikus zsűri dicsérete: The Old Oak (The Old Oak – A mi kocsmánk) – rendező: Ken Loach[29]
- François Chalais-díj: Les filles d'Olfa (Négy nővér) – rendező: Kaouther Ben Hania[30]
- A polgárság díja: Les filles d'Olfa (Négy nővér) – rendező: Kaouther Ben Hania[30]
- Arany Szem: 
  - Kadib Abyad – rendező: Asmae El Moudir
  - Les filles d'Olfa (Négy nővér) – rendező: Kaouther Ben Hania
- Queer Pálma: Monster (Kaibucu, 怪物) (Szörnyeteg) – rendező: Koreeda Hirokazu[31]
- Queer Pálma (kisfilm): Boléro[28] – rendező: Nans Laborde-Jourdàa[31]
- Chopard Trófea: Daryl McCormack, Naomi Ackie [32]

## Hírességek
Naomi Ackie, Karim Aïnouz, Swann Arlaud, Florence Baker, Luke Barker, Kate Beckinsale, Marco Bellocchio, Juliette Binoche, Cate Blanchett, Barbora Bobulová, Adrien Brody, Guillaume Canet, Steve Carell, Charlotte Casiraghi, Antoine de Caunes, Marion Cotillard, Clotilde Courau, Bryan Cranston, Alfonso Cuarón, Gwen Currant, Willem Dafoe, Paul Dano, Géraldine Danon, Jean-Pierre Darroussin, Viola Davis, Rossy De Palma, Anaïs Demoustier, Mathieu Demy, Catherine Deneuve, Lily-Rose Depp, Alexandre Desplat, Ksenia Devriendt, Leonardo DiCaprio, Matt Dillon, Merve Dizdar, Lola Doillon, Valérie Donzelli, Michael Douglas, Léa Drucker, Kirsten Dunst, Virginie Efira, Vincent Elbaz, Ester Expósito, Michael Fassbender, Will Ferrell, William Fichtner, Jane Fonda, Harrison Ford, Cécile de France, Rupert Friend, Julien Frison, Szong Gangho, Lily Gladstone, Jonathan Glazer, Laetitia Gonzalez, Tom Hanks, Jeremy O. Harris, Jessica Hausner, Maya Hawke, Salma Hayek Pinault, Todd Haynes, Rosie Huntington-Whiteley, Isabelle Huppert, Sandra Hüller, Jim Jarmusch, Scarlett Johansson, Reda Kateb, Aki Kaurismäki, Cédric Klapisch, Jakuso Kódzsi, Katherine Langford, Brie Larson, Jude Law, Jennifer Lawrence, Sunny Leone, Emilie Lesclaux, Alex Lutz, Vincent Macaigne, Andie MacDowell, Benoît Magimel, Tobey Maguire, James Mangold, Chiara Mastroianni, Daryl McCormack, Charles Melton, Mads Mikkelsen, Helena Miquel, Julianne Moore, Raquel Nave, Robert De Niro, Edward Norton, O Dzsongsze, Sean Penn, Raphaël Personnaz, Michael Pitt, Jesse Plemons, Natalie Portman, Melvil Poupaud, Martin Provost, John C. Reilly, Antoine Reinartz, Sam Riley, Robert Rodríguez, Barbara Ronchi, Hend Sabri, Caroline Scheufele, Jason Schwartzman, Martin Scorsese, Travis Scott, Tye Sheridan, Howard Shore, Tilda Swinton, Quentin Tarantino, Liv Ullmann, Karin Viard, Alicia Vikander, Mia Wasikowska, Robbie Williams, Jeffrey Wright, Michelle Yeoh, Elsa Zylberstein